# Középső kőkorszak
A középső kőkorszak (átmeneti kőkorszak, mezolitikum) a régészek adta elnevezés a kőkorszak egy szakaszára, amely a földtörténet szempontjából a korai európai holocénnel esik egybe. A mezolitikum a legújabb meghatározások szerint kb. 11 500 évvel ezelőtt kezdődött és a földművelés, illetve állattenyésztés megjelenésével ért véget, kb. a Kr. e. 8-6. évezredben.
A korszak elején egy lassú általános felmelegedés formájában, ill. következményeként, jelentős éghajlati és ökológiai változások következtek be: nagy tömegű jég vált vízzé, jelentős tengerszint-emelkedést okozva (Anglia levált Európáról, Észak-Amerika pedig Ázsiától), az átlaghőmérséklet nőtt, a hatalmas, egyhangú füves térségek eltűntek, s velük az olyan vándorló húsraktárak is, mint a mammutcsordák. A Föld képe változatosabbá vált, és ez többféle túlélési stratégiát követelt a korszak hominidáitól. A stabilnak bizonyuló stratégiák lassan, de biztosan, elterjedtek az egész világon.  
A mezolitikum az utolsó jégkorszak, a Würm végével és az európai pleisztocén megafauna (barlangi medve, barlangi oroszlán, gyapjas mamut, gyapjas orrszarvú, óriásszarvas stb.) kihalásával vette kezdetét Európában. A mezolitikum emberei vadászattal és gyűjtögetéssel szerezték táplálékukat, ám a vadbőség megszűnése miatt csökkent a vadászat jelentősége és fokozatosan egyre nagyobb szerepet kapott a földművelés és állattenyésztés (utóbbiaknak talán éppen a vadbőség vége lehetett a hajtóereje). A mezolitikum tehát tulajdonképpen átmeneti kor a vadászó-gyűjtögető és a letelepedett földművelő és állattenyésztő életmódok között.

## Életmód
Azokon a helyeken – elsősorban Ázsiában és Dél-Európában, valamint Észak-Amerikában, ahol megmaradt valamilyen értékes húst adó vad (mint pl. a bölény, a rénszarvas, a vadkecske és vadjuh), egy-egy embercsoport valósággal birtokba vett egy-egy állatcsordát, és egész évben követte, védve nemcsak a többi ragadozótól, de valószínűleg más embertörzsektől is (Ez szükséges volt, ugyanis ezek a kisebb testű húsállatok csak kisebb létszámú embert tudtak eltartani, így ügyelni kellett rá, nehogy a túlvadászat leapassza és megsemmisítse a csordákat). Kialakult a vadász-pásztor avagy terelgető életforma. Mivel egy-egy csorda a zsugorodó legelőktől eltekintve sem képes túl nagy emberpopulációt eltartani, ez általában nemcsak jóval szűkösebb megélhetést jelentett, mint az előző korok óriás-húsállat-vadászata, de jóval közelebb is állt a gyűjtögetéshez, mint a vadászathoz, mivel a fő táplálékforrást valójában a növények: gyökerek, bogyók jelentették. Ritka kivételektől eltekintve, ez az életmód komoly gazdasági és életmódbeli visszaesést jelentett az előző korszakok vadász-társadalmaihoz képest: nem volt mód komolyabb otthonok és menedékek építésére, az év nagy részében sziklákon, barlangokban aludtak, szegényesen megmunkált kő- és csonteszközöket használtak (melyeket sokszor inkább hátrahagytak és újrakészítettek, amikor továbbálltak), s semmi nyoma ebből a korból, hogy ezek az emberek akár festményeket, akár faragásokat, akár ékszereket készítettek volna. Összességében csak két-három napot dolgoztak, majd egyet pihentek, de ezt egész évben, és korra, nemre való tekintet nélkül. A vadász-pásztorok egyre inkább megismerték a követett állatok viselkedését, biológiáját. Természetesen arra is rájöttek, hogy leginkább a beteg, gyenge állatot érdemes leölni, és így nemhogy apasztják a csordát, de akár, mint egésznek, még segíthetik is a gyarapodását.
Kivételes esetben a vadász-pásztorkodás stabil megélhetést, sőt gyarapodást is jelenthetett, ahol erre a körülmények megfelelőek voltak: pl. az iráni Zagrosz-hegységben (Kr. e. IX.-VII. e.) vagy Jerikó környékén, ezeken a helyeken épületek, sőt kezdetleges települések is megjelentek. Bár ezeket, összhangban a csordaállatok mozgásával, csak az év egy részében lakták.
Nagyon hosszú folyamat volt, amíg ebből az életformából a pásztorkodás kialakult. Az elsőként háziasított húsállatokat (ezek valószínűleg a kecske és a juh voltak) ugyanis nem elsősorban húsukért, hanem az ún. másodlagos termékekért (tej, gyapjú stb.) érdemes tartani. Mindennek kiaknázása és a célszerű tenyésztéssel való elérése egy soklépcsős felfedezési sor.
Európában a jégkorszakot követő időben nagyobb, összefüggő erdőségek alakultak ki. A húsvadak (őz, vaddisznó, szarvasfélék, vadtulok) jóval kevésbé bizonyultak háziasíthatónak, vadászatuk nemcsak nagyon nehéz és türelmet, ügyességet igénylő, de sok esetben veszélyes is volt. A vadászat főleg becserkészéssel és íj, nyíl használatával történt, s nem lehetetlen, hogy a kutya is segítette ebben az embert, az biztos, hogy ezeken az erdős tájakon megjelent az ember állandó kísérőjeként. Mindennek ellenére az erdei vadak csak korlátozott eltartóképességet nyújtottak: ezért a korai európai települések mindig víz mellett jelentek meg, a fő húsforrás valószínűleg a halászat volt. Az európai vadász-halászok csónakokat is tudtak készíteni (ezeket egyetlen fatörzsből faragták ki), és hollandiai halcsont-leletek tanúsága szerint, ezeken a mélytengerre is kimerészkedtek és halásztak, valamint messzi területekre elhajóztak olyan fontos nyersanyagokért, mint pl. az obszidián.
A mezolitikum emberei többnyire vándorló, de helyenként félig-meddig letelepedett nagycsaládokban (klánokban) éltek, amelyeket arra rátermett, választott vezetők irányítottak. Az emberek még mindig kő-, fa- ill. csonteszközöket használtak, ám ezek kidolgozása sokkal finomabbá vált (például kőből készült nyíl- és dárdahegyek). Általában elmondható, hogy a mezolitikum embere által használt eszközök specializáltabbá váltak, megjelentek a különböző bőr- és famegmunkálásra szolgáló kaparók, vésők, kések. Az emberek csónakot készítettek, és hálóval, varsával halásztak.
A felső-paleolitikum virágzó művészete nem folytatódott a mezolitikumban: az utolsó jégkorszakkal együtt véget ért.
Fontos megjegyezni, hogy az emberi kultúra egyes állomásai nem egy időben jelentek meg mindenhol a Földön! Ez azt jelenti, hogy míg Európában a mezolitikum kb. a Kr. e. 7. évezredben ért véget, addig a földművelést sem ismerő szibériai bennszülött népeknél például csak az európaiak megjelenését követően.
A mezolitikumot a paleolitikum („régi kőkorszak” vagy „őskőkorszak”) előzte meg és a neolitikum („újkőkorszak”) követte.

## A mezolitikum Magyarországon
A kainozoikumi eljegesedés máig tartó interglaciális melegedése során a Kárpát-medence környezete is átalakult. A fenyőerdőket lombos erdők váltották fel, és a vegetációváltozással az állatvilág összetétele is megváltozott.
Korábban a Dunántúlról számos mezolit lelőhelyet ismertettek. Kertész Róbert és Demeter Orsolya szerint azonban: „Valójában lényegesen kevesebb mezolit lelőhellyel számolhatunk. Ezek az alábbiak: Csór-Merítőpuszta, Kaposhomok, Lovas, Máriaremete-Remete-barlang, Nádasdladány, Szekszárd-Palánk és Regöly 2.„” Az említett szerzők nem vonják kétségbe a Győr környéki mezolitikum létét, de ennek leletei ma már nem lelhetők fel, mert azok a Győri Bencés Gyűjtemény 1949. évi államosításkor eltűntek.
Az Alföldön hitelesen feltárt mezolitikus lelőhelyek a Jászság területéről ismertek Kertész Róbert kutatásai nyomán. A mezolitikus vadászok egyik jászsági táborhelye Jászberény mellett került elő, ahol 12–17 m átmérőjű lakófoltokat találtak. A Jásztelek I lelőhelyen végzett ásatások során feltárták egy 5 m átmérőjű, megközelítőleg kör alakú, ágasfás, oszlopvázas kunyhó maradványait. A földbe mélyített kunyhó közepén vastagon átégett tűzhelynyomot találtak.
A jászsági ásatásokon előkerült állatcsontok tanúsága szerint a mezolit közösségek maximálisan kihasználták a környezeti adottságokat: a zárt/erdei és a nyitott/erdős sztyeppék állatai egyaránt szerepeltek étrendjükön.
Kertész Róbert szerzőtársaival együtt a hitelesen feltárt mezolitikus lelőhelyekhez sorolja még a sződligetit is, ami Sződliget váci határában található.

## Galéria
Temetkezés a toulousei Théviec Múzeum kiállításán

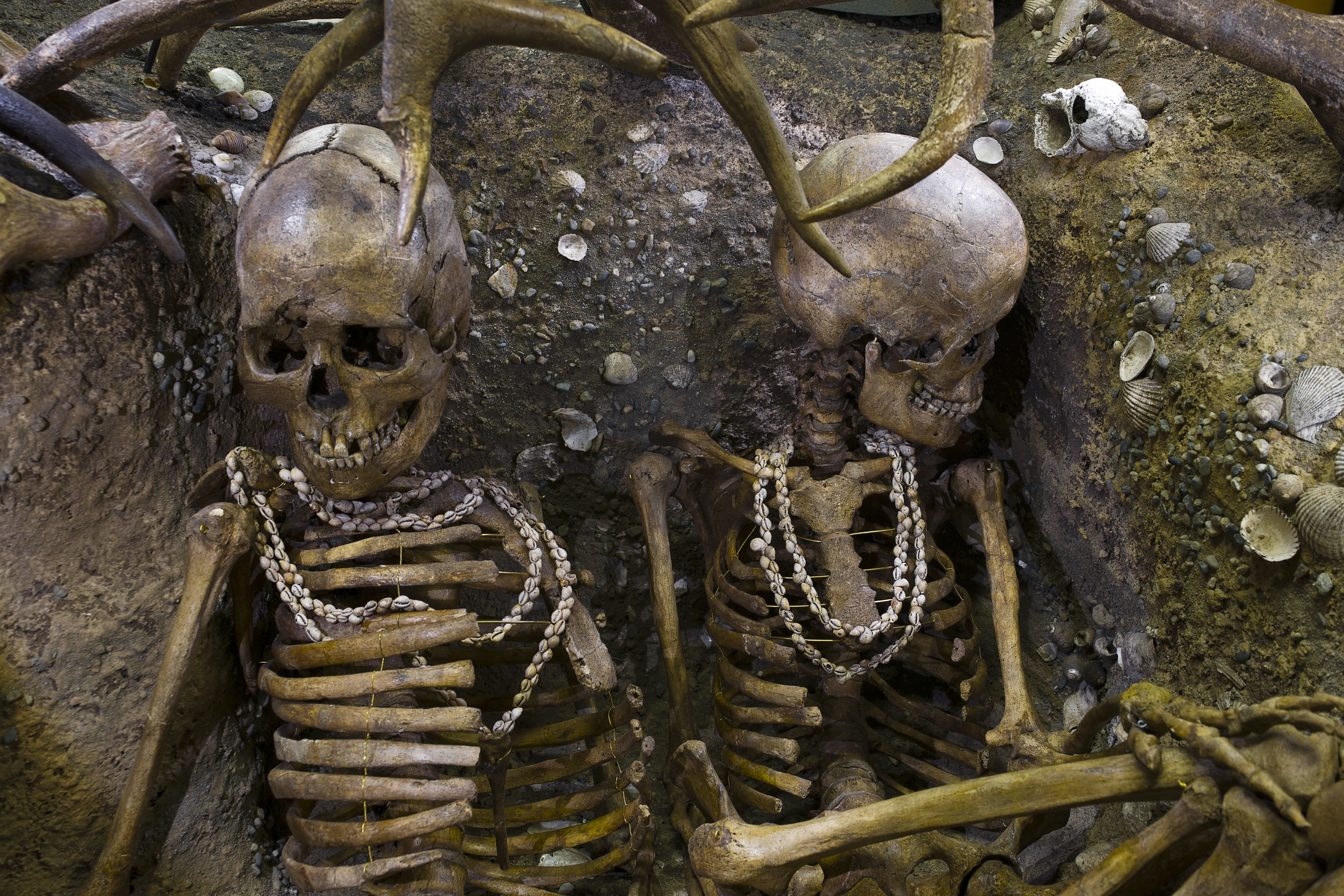
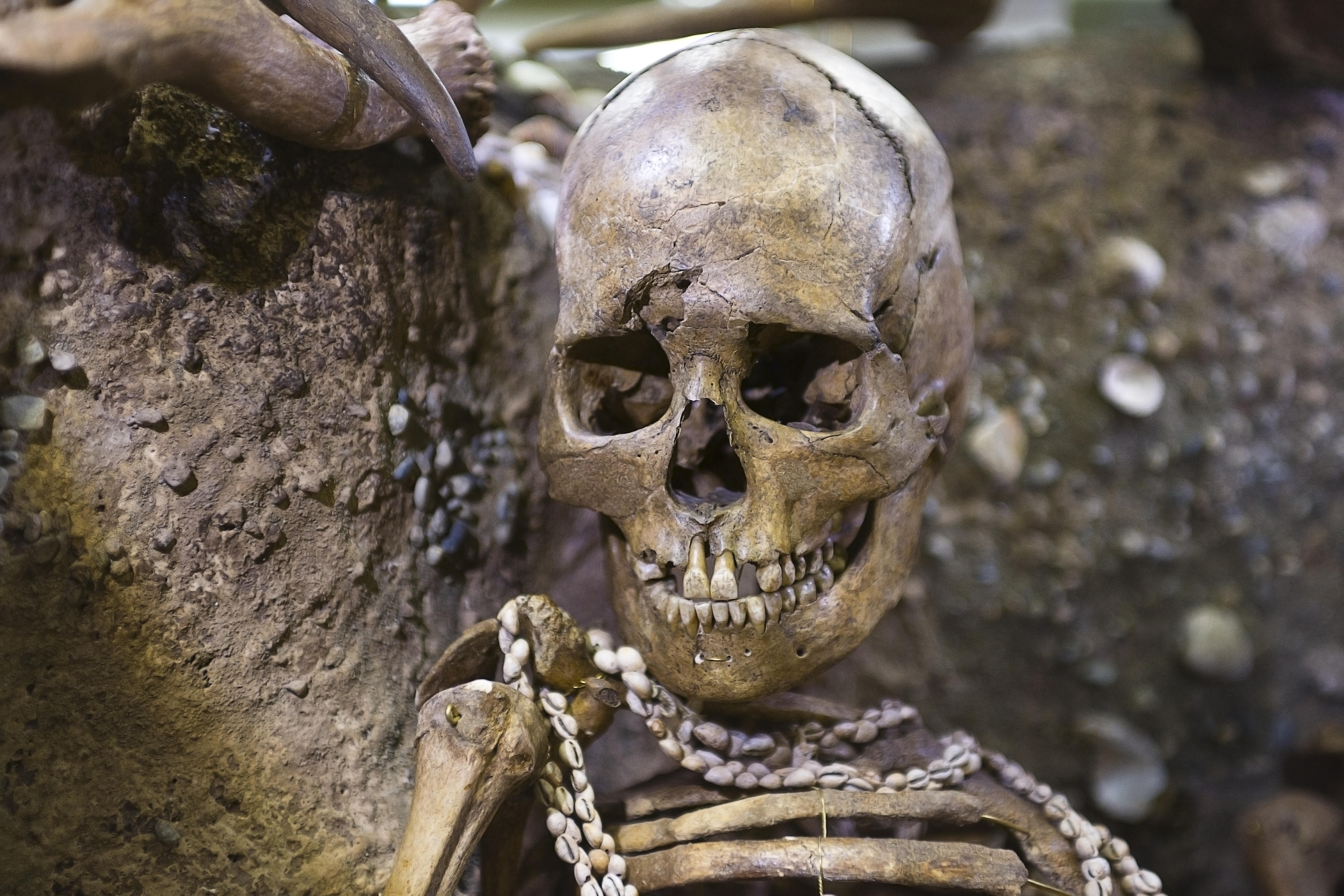
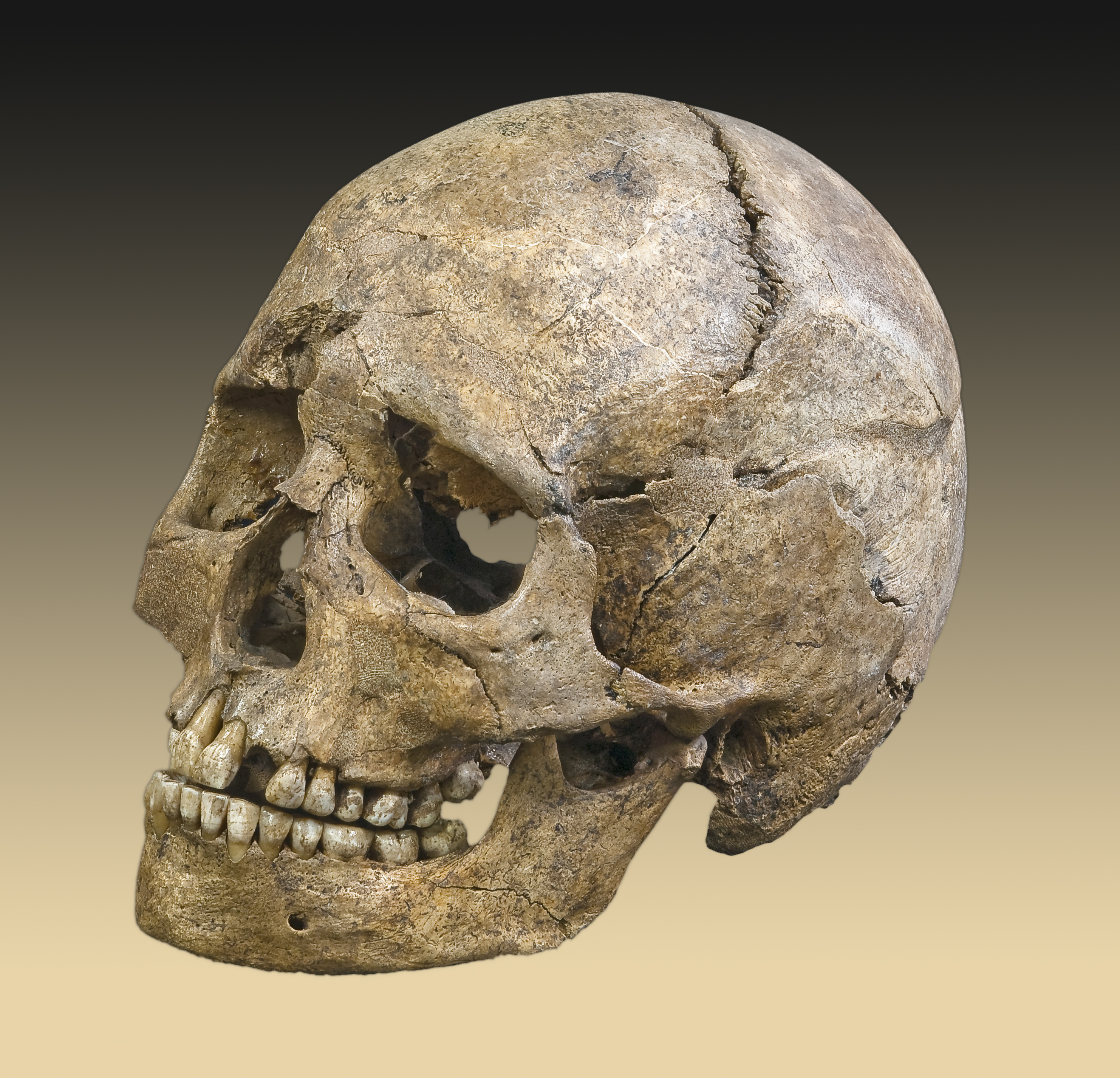